# ダニエレ・デ・ロッシ
ダニエレ・デ・ロッシ（Daniele De Rossi，イタリア語発音: [daˈnjɛːle de ˈrossi]，1983年7月24日 - ）は、イタリア・ローマ（オスティア地区）出身の元サッカー選手、現サッカー指導者。元イタリア代表。現役時代のポジションはミッドフィールダー。

## 概要
2001-02シーズンにプロデビューを果たし、翌2002-03シーズンにはセリエAでデビューした。ASローマでは、2007年と2008年にコッパ・イタリアを優勝し、2007年にスーペルコッパ・イタリアーナを制した。2006年にセリエA若手サッカー選手賞、2009年にイタリア人サッカー選手賞を受賞し、2017-18シーズンより引退したフランチェスコ・トッティからキャプテンを譲り受け、ローマをUEFAチャンピオンズリーグ2017-18でのベスト4進出に導いた。2018-19シーズンをもって18年間在籍したローマから退団した。ローマで公式戦に616試合に出場し、これはトッティに次ぐローマ史上2番目に多い記録である。その後、2019年夏にアルゼンチンのボカ・ジュニアーズに加入し、2020年1月に引退した。
イタリア代表では、U-19・U-20・U-21とA代表でプレーした。UEFA U-21欧州選手権2004で優勝し、2004年アテネオリンピックでは銅メダルを獲得した。2004年にA代表デビューしてから2017年の代表引退までにイタリア代表史上4番目に多い117キャップを獲得した。代表での21得点は、第二次世界大戦後のイタリア代表ミッドフィールダーで最多であり、アドルフォ・バロンチェーリに次ぐイタリア代表ミッドフィールダー史上2位の記録である。2006 FIFAワールドカップの優勝メンバーの1人でもあり、UEFA EURO 2008、FIFAコンフェデレーションズカップ2009、2010 FIFAワールドカップ、UEFA EURO 2012、FIFAコンフェデレーションズカップ2013、2014 FIFAワールドカップ、UEFA EURO 2016にも出場した。UEFA EURO 2012では大会優秀選手の1人に選ばれた。FIFAコンフェデレーションズカップでは通算2得点を記録しており、これはマリオ・バロテッリとジュゼッペ・ロッシと並んでイタリア代表最多得点である。2009年にフランスのスポーツ紙レキップは、世界で8番目に優れたミッドフィールダーにデ・ロッシを選出した。2007年にイタリア共和国功労勲章（カヴァリエーレ）を受章した。

## クラブ経歴

### ローマ
オスティア・マーレのユースチームでプレーを始めた。当初はサイドバックだったが、フォワードにポジションを変えた。ローマ生まれのローマ育ちという生粋のロマニスタであり、2000年にオスティア・マーレからASローマの下部組織に入団、FWとしてプレーしていた。ローマのユースチームでMauro Bencivengaによってフォワードからミッドフィールダーにポジションを変えた。
2001年10月10日にチャンピオンズリーグのRSCアンデルレヒト戦でファビオ・カペッロ監督が指揮するトップチームで初出場を果たした。2001-02シーズンは、コッパ・イタリアで3試合に出場した。2002-03シーズンの2003年1月25日、カルチョ・コモ戦でセリエAデビューを果たした。5月10日、トリノFCでセリエAで初先発を果たすと、初ゴールを挙げた。
デビューしてから数シーズンで中盤のレギュラーとしての地位を確立し、リーグで最も有望な若手イタリア人選手の1人としてみなされ、2003-04シーズンのセリエA2位と2005年と2006年のコッパ・イタリア決勝進出に貢献した。2004-05シーズンからクリスティアン・キヴが背番号13に変更したことで空いた4番に背番号を変更した。2004年10月3日、インテル戦は3-3で引き分けた。この試合で、オバフェミ・マルティンスを負傷させたことでラフプレーを謝罪した。2004-05シーズン終了後に、レアル・マドリードとマンチェスター・ユナイテッドFCがデ・ロッシの獲得に興味を持った。
2005-06シーズンから監督に就任したルチアーノ・スパレッティは4-5-1のフォーメーションを採用し、デ・ロッシを守備的ミッドフィールダーとしてディフェンスラインの近くに配置した。2006年3月15日、ピッチでの成熟度と粘り強さ、リーダーシップによりUEFAカップのミドルズブラ戦で初めてキャプテンマークを巻いてプレーした。2005-06シーズンはいくつかの警告を受け、ハードタックルプレーヤーとしての評判を得ていたが、2006年3月19日、デ・ロッシはフェアプレーで審判から称賛された。ACRメッシーナ戦でローマは0-1とリードを許していたが、デ・ロッシのゴールによって同点となった。しかし、デ・ロッシはすぐに手を使ったことを審判に伝えて、ゴールが認められないようにした。ローマはこの試合で2-1で勝利したが、デ・ロッシは足首を負傷し2週間離脱した。2005-06シーズンは、ローマは5位だったが、カルチョ・スキャンダルの処分によって2位に繰り上げられ、次シーズンのチャンピオンズリーグ出場権を獲得した。2005-06シーズン終了後、セリエAでの活躍によりセリエA若手サッカー選手賞を受賞した。このシーズンから背番号を16番に変更した。
2006-07シーズン、チームの決定的な選手であり続けた。2006年11月5日、ACFフィオレンティーナ戦で40ヤードの距離から先制ゴールを挙げ、3-1での勝利に貢献した。UEFAチャンピオンズリーグ準々決勝のマンチェスター・ユナイテッド戦2ndレグでチーム唯一のゴールを挙げた。2007年5月9日、コッパ・イタリア決勝のインテル・ミラノ戦1stレグは6-2で勝利し、ローマは優勝を果たした。クラブは無制限に増加するコストから将来的に起こり得る財政難を回避するために、トッティを除く選手に250万ユーロの契約上限を設定することを決定した。デ・ロッシも将来的にトッティと同様に契約上限を適用されなかった。
2007-08シーズンはルチアーノ・スパレッティ監督の下、2007年8月19日にスーペルコッパ・イタリアーナのインテル・ミラノ戦でPKから決勝ゴールを挙げた。デ・ロッシはチームで重要な役割を果たし、2008年5月24日のコッパ・イタリア決勝で再びインテル・ミラノを破り2連覇を果たしたが、リーグではインテルに次ぐ2位だった。

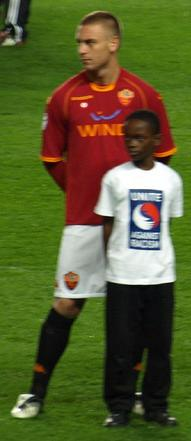
2008年、ローマ時代

2008-09シーズン、スーペルコッパ・イタリアーナのインテル戦では、延長戦の末に2-2で引き分け、PK戦で7-8で敗れた。この試合では、デ・ロッシはゴールを挙げ、PK戦でもPKを成功させた。2009年4月11日、ラツィオとのローマ・ダービーでダービーでの初ゴールを挙げたが、チームは2-4で敗れた。ローマはこのシーズンはセリエA6位で、コッパ・イタリア準々決勝に進出した。2009年のオスカル・デル・カルチョのイタリア人サッカー選手賞を受賞した。
2009年9月13日のACシエナ戦でACシエナのサポーターが「義理の父はどこにいるのか？」という内容のコーラスを行った。これは2008年に殺害されたデ・ロッシの義父についてのコーラスであり、デ・ロッシはACシエナのサポーターの方へと近づいて行ったがチームメイトに抱擁されて止められた。12月6日のローマ・ダービーでセリエA通算200試合出場を果たした。クラウディオ・ラニエリ監督の下で中盤の重要な選手であり、2010年3月27日のインテル戦では2-1ではゴールを挙げて勝利に貢献した。ローマはセリエAで24戦連続無敗を達成したが、インテルに及ばずスクデットを逃した。2010年1月26日、コッパ・イタリア準々決勝のカターニア戦で決勝ゴールを挙げた。2009-10シーズンのコッパ・イタリアの決勝に進出したが、決勝で再びインテルに敗れた。
2010-11シーズン、スーペルコッパ・イタリアーナではインテルに敗れ、セリエAは6位で終えてコッパ・イタリアも準決勝で敗退した。しかし、デ・ロッシは水泳選手のフェデリカ・ペレグリニと共にイタリア外国人記者協会の選ぶイタリア人年間最優秀アスリートに選出された。
2012年2月、ローマと新たに5年契約を締結した。新クラブ会長のトーマス・R・ディベネデット会長の下、セリエAのイタリア人選手で最高額となる1000万ユーロの年俸を受け取ることになった。それまでのイタリア人での最高額は2009-10シーズンのフランチェスコ・トッティの890万ユーロだった。2011-12シーズンは、セリエAで32試合に出場し4得点を記録し、ルイス・エンリケ率いるローマはセリエAで7位となった。
2012-13シーズンは、出場機会を減らし、わずか25試合の出場だった。ズデネク・ゼーマン監督はデ・ロッシのパフォーマンスに批判的で、その結果出場機会を減らす事になった。アウレリオ・アンドレアッツォーリが監督に就任後は、出場機会を増やしたが、このシーズンはゴールが無かった。
2013-14シーズン、リュディ・ガルシア新監督の下、ローマはセリエAで開幕10連勝を達成した。ASリヴォルノとの開幕戦でローマのこのシーズン初ゴールを挙げた。第8節のナポリ戦では、デ・ロッシは前半に重要な働きを見せ、試合はミラレム・ピャニッチの2ゴールで勝利した。トッティがハムストリングを負傷したため、デ・ロッシがキャプテンを務めたトリノ戦・サッスオーロ戦・カリアリ戦で3戦連続で引き分けて、ローマはユヴェントスに勝点1差の2位となった。2013年11月10日のサッスオーロ戦でセリエA318試合目の出場を果たした。これは、ローマOBのジュゼッペ・ジャンニーニに出場試合数に並ぶ記録となった。また、この試合はローマでの400試合目の出場でもあった。これらの一連の引き分けにより、ユヴェントスとナポリがより成熟したチームであり、ローマがスクデットに真剣に挑戦できる確信がないことを認めた。また、インタビューで夏にマンチェスター・ユナイテッドに移籍する予定だったが、移籍交渉のスタートが遅すぎたために移籍しなかったと語った。さらに、ローマの好調なスタートを受けて、マンチェスター・ユナイテッドへの移籍は最良な選択肢ではないとして、ローマに残留していることに満足していると語った。2014年1月5日、首位ユヴェントス戦でローマはシーズン初めての敗戦を喫したが、この試合でデ・ロッシはレッドカードを受け退場となった。この敗戦により、ユヴェントスとの勝点差が8になった。3月1日のインテル・ミラノ戦では相手のマウロ・イカルディの顔面を殴打し、審判はそれを見逃していたが、後日3試合の出場停止処分を受けた。5月11日、セリエA通算338試合目の出場を果たし、ギド・マセッティの記録に並び、ローマにおいて史上3位の記録となった。
2014-15シーズン、2014年10月29日のACチェゼーナ戦でこのシーズン初ゴールを挙げた。1月20日、コッパ・イタリアのエンポリ戦で延長戦で決勝点となるPKからのゴールを挙げ、ローマはコッパ・イタリア準々決勝に進出した。
2015-16シーズン、2015年10月17日のエンポリ戦でシーズン初得点を記録して3-1での勝利に貢献し、この試合でローマでの公式戦通算500試合出場を果たした。10月20日、UEFAチャンピオンズリーグのバイエル・レバークーゼン戦で2ゴールを挙げて4-4での引き分けに貢献した。
2016-17シーズンのUEFAチャンピオンズリーグ・プレーオフのFCポルト戦2ndレグでは、レッドカードを受け退場処分となり、チームも敗れUEFAチャンピオンズリーグ出場を逃した。2017年5月28日、ホームでのジェノアCFC戦で勝利し、セリエA2位となり、来シーズンのUEFAチャンピオンズリーグのグループリーグ出場権を獲得した。インテル・ミラノへの移籍の可能性があったが、2017年5月31日、ローマとの契約を2019年まで延長した。
トッティの現役引退に伴い、2017-18シーズンからはクラブのキャプテンを務めた。UEFAチャンピオンズリーグ 2017-18のFCバルセロナとの準々決勝1stレグでは、デ・ロッシがオウンゴールを献上するなど1-4で敗れたが、2ndレグでは、エディン・ジェコの先制点をアシストし、さらにジェコが獲得したPKを決めて、3-0で勝利した。3点差からの逆転勝利は4点差からの逆転に次ぐUEFAチャンピオンズリーグ史上2番目の大逆転であり、ローマはUEFAチャンピオンズリーグとなってから初めてのベスト4進出を果たした。準決勝でリヴァプールFCに敗れた。
2018年9月26日のフロジノーネ戦でトッティ以来2人目となるローマでの通算600試合出場を達成した。
2019年5月14日、ローマはデ・ロッシとの契約を延長せず、2018-19シーズンをもって退団する事を発表した。5月26日、セリエA最終節のパルマ戦に先発し、再三の好パスを見せるなど82分までプレーし、最後はオリンピコの観客からのスタンディングオベーションでピッチを後にした。ローマでの616試合目の出場となり、デ・ロッシはトッティに次ぐローマ史上2番に出場数の多い選手となった。

### ボカ・ジュニアーズ
ローマでプレーしている時から、アルゼンチンのボカ・ジュニアーズとそのファンへの称賛を表明しており、デ・ロッシの移籍についての憶測につながった。さらに、ボカ・ジュニアーズのスポーツディレクターがローマでのチームメイトだったニコラス・ブルディッソであることも憶測を加速させた。ローマを退団後に交渉がなされ、2019年7月26日、ボカ・ジュニアーズへの移籍が発表された。2019年8月13日、コパ・アルヘンティーナのクラブ・アルマグロ戦でボカでの初出場を果たし、その試合で移籍後初ゴールを挙げた。しかし、チームはPK戦で1-3で敗れて大会から敗退した。8月19日、CAアルドシビ戦でリーグ戦初出場を果たした。8月28日、コパ・リベルタドーレスのLDUキト戦で後半に途中出場し、コパ・リベルタドーレス初出場を果たした。コパ・リベルタドーレスの次のラウンドで、チームはライバルのリーベル・プレートに敗れたが、デ・ロッシは出場機会がなかった。
2020年1月6日、現役引退を表明した。

## 代表経歴
A代表で117試合21得点を記録し、第二次世界大戦以降のイタリア代表MFで最もゴールを挙げた選手であり、イタリア代表史上2番目に得点を挙げたミッドフィールダーである。117キャップはイタリア代表史上4位のキャップ数である。

### 年代別代表
U-21イタリア代表として16試合に出場し、U-21欧州選手権2004ではレギュラーとしてプレーし、決勝のU-21セルビア・モンテネグロ代表戦では先制ゴールを挙げた。同じ年に開催されたアテネオリンピックにも出場し、銅メダルを獲得した。アテネオリンピックの日本戦でオーバーヘッドシュートを決めた。

### A代表

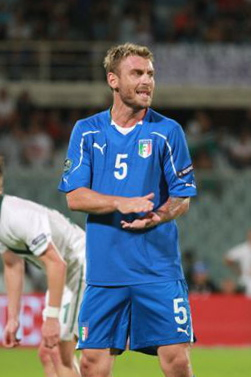
2011年イタリア代表時代

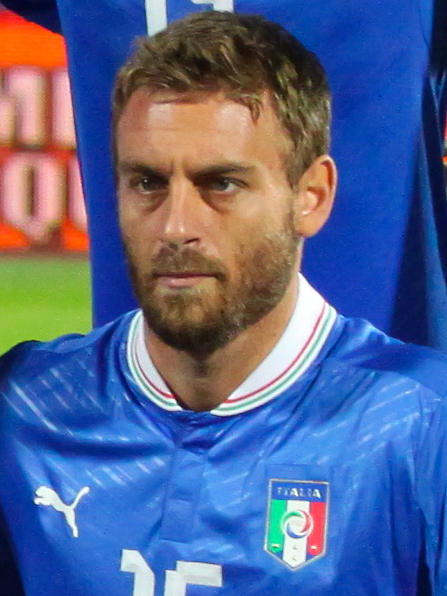
イタリア代表時代（2012年）

2004年9月4日、ワールドカップ予選のノルウェー戦で21歳でA代表デビューし、この試合で初ゴールを挙げた。2005年3月30日、アイスランド戦では初めてキャプテンマークを着けてプレーした。マルチェロ・リッピ監督によって2006 FIFAワールドカップ代表に選出された。イタリア代表の開幕戦であるガーナ戦では素晴らしいパフォーマンスを見せたが、80分にイエローカードを受けた。第2戦のアメリカ戦も先発出場したが、相手FWのブライアン・マクブライドに肘打ちを喰らわたことでレッドカードを受けて退場処分となった。マクブライドは血まみれとなり3針を縫う怪我を負った。BBCはデ・ロッシはマクブライドへの不必要な肘打ちにより不快感を覚えるほど信用を失ったと報じた。その後、マクブライドに謝罪し、マクブライドは「上品だ」と称賛した。この事件により、4試合の出場停止処分と1万スイス・フランの罰金処分を受けた。4試合の出場停止の後、決勝のフランス戦で、61分にトッティと交代で途中出場した。PK戦では3番手のキッカーとして成功した。イタリアは4度目のワールドカップ優勝を果たし、デ・ロッシはイタリア代表チームの最年少の22歳で優勝を経験した。
ロベルト・ドナドーニ新監督の下でEURO2008予選で全試合に出場し、2006年10月12日のジョージア戦でゴールを挙げて3-1での勝利に貢献した。2006 FIFAワールドカップ以降、代表に選出されていなかったトッティに代わって背番号10番を着用してプレーした。2007年10月7日の南アフリカ共和国戦と2008年2月6日のポルトガル戦の2つの親善試合とユーロ予選のフェロー諸島戦でキャプテンを務めた。
EURO2008の初戦のオランダ戦で0-3で敗れた試合を欠場した後、イタリアの残り全試合に出場した。6月17日、フランス戦でフリーキックから相手選手のティエリ・アンリに当たって方向が変わったボールに反応してゴールを挙げた。イタリアは2-0で勝利し、準々決勝に進出した。このゴールは代表での通算5得点目であった。この試合でマン・オブ・ザ・マッチに選出された。準々決勝のスペイン戦ではPK戦で、イケル・カシージャスにセーブされPKを失敗した。
2008年9月10日の2010FIFAワールドカップ予選のジョージア戦では代表では初となる1試合2得点を記録した。
FIFAコンフェデレーションズカップ2009のイタリア代表に選出され、背番号10番を着用した。2009年6月15日、アメリカ戦では71分にゴールを挙げた。この試合でマン・オブ・ザ・マッチに選出された。イタリアはエジプト戦、ブラジル戦に敗れてアメリカとエジプトと勝点3で並んだがグループリーグ敗退となった。
代表でのパフォーマンスと献身性により、ファビオ・カンナヴァーロ引退以降のイタリア代表のキャプテンの候補になる可能性があるといくつかのメディアが報じた。重要な試合で活躍しゴールを挙げる能力とボックストゥーボックスプレイヤーとしての重要な役割はイタリアのファンから称賛を受けた。事実、2008年と2010年のEUROとワールドカップの予選で重要なゴールを挙げている。代表では、クラブでプレーする時よりも得点の効率が高かった。ローマでは守備的ミッドフィールダーとしてプレーしていたが、代表ではジェンナーロ・ガットゥーゾの存在もあり、より攻撃的なポジションでプレーしていた。
2010 FIFAワールドカップではグループリーグ初戦のパラグアイ戦でW杯初得点となる同点ゴールを挙げた。第2戦のニュージーランド戦では、ペナルティエリア内で倒されてPKを獲得し、そのPKをヴィンチェンツォ・イアクインタが決めて1-1で引き分けた。しかし、そのPKを獲得したプレーがデ・ロッシのダイブではないかと一部のメディアから批判された。しかしながら、この試合でマン・オブ・ザ・マッチに選出された。第3戦のスロバキア戦は自らのミスから先制を許した結果、チームは2-3で敗れ、グループリーグで1勝もできずに敗退した。
2010 FIFAワールドカップ後、チェーザレ・プランデッリ新監督の下の初めての試合であるコートジボワール代表との親善試合では、ジャンルイジ・ブッフォンとアンドレア・ピルロが不在であり、デ・ロッシはキャプテンを務めた。この試合は0-1で敗れた。2010年9月7日、EURO2012予選のフェロー諸島戦でゴールを挙げた。このゴールで代表でのゴール数がトッティのゴール数を上回った。

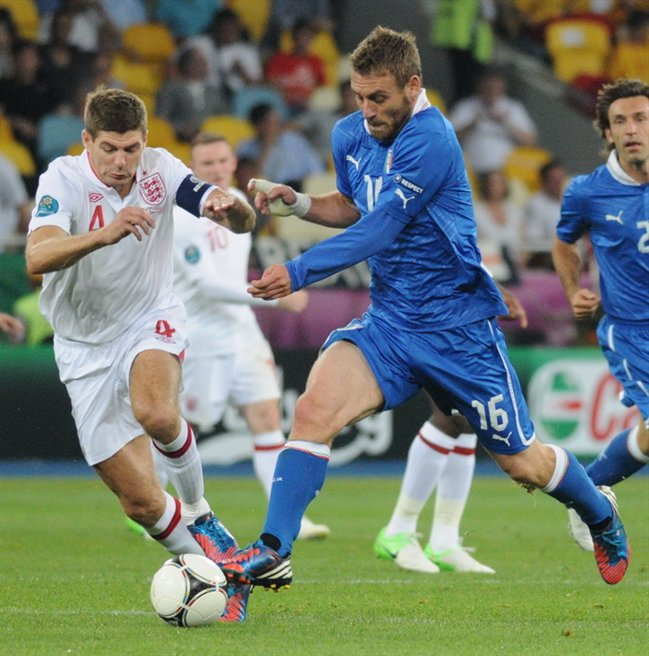
EURO2012のイングランド戦にて（右）

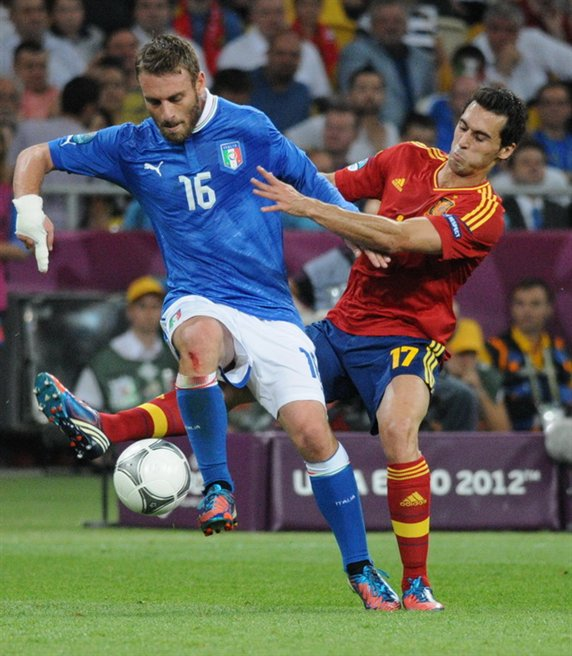
EURO2012のスペイン戦にて（左）

2012年5月、EURO2012に出場するイタリア代表に選出された。大会前にアンドレア・バルツァッリが負傷したことで、デ・ロッシは初戦と第2戦をジョルジョ・キエッリーニとレオナルド・ボヌッチと共に3バックのセンターバックとしてプレーし、そのパフォーマンスがメディアから称賛された。この際、デ・ロッシの代わりにティアゴ・モッタとリッカルド・モントリーヴォがピルロとクラウディオ・マルキジオと共に3人の中盤を形成した。グループリーグ第3戦のアイルランド戦では、中盤のポジションに戻り、ピルロとマルキジオと共にプレーした。準々決勝のイングランド戦もミッドフィールダーとしてプレーし、PK戦の末に勝利した。また、準決勝のドイツ戦でもフル出場した。決勝のスペイン戦もフル出場したが、0-4で敗れた。デ・ロッシは大会の優秀選手の1人に選出された。
2013年6月、ブラジルで開催されたFIFAコンフェデレーションズカップ2013の代表メンバーに選出された。グループリーグ第2戦の日本戦では、0-2でリードされていた前半終了間際に、ピルロのコーナーキックにヘディングで合わせて、反撃のきっかけとなるゴールを挙げている。最終的にはこの試合に4-3で勝利し、イタリアは大会史上初めて準決勝に進出した。3位決定戦のウルグアイ戦はPK戦で勝利し、3位となった。
ローマ所属の選手として唯一、2014 FIFAワールドカップに出場するイタリア代表に選出された。初戦のイングランド戦では、守備的ミッドフィールダーとしてディフェンスラインの前でプレーした。この試合で105本のパスの内99本のパスを成功させ、成功率は約94パーセントでピルロ次いで高い成功率だった。イタリアはこの試合で、602本のパスの内561本成功させ、成功率は93.2パーセントであり1966年のワールドカップ以来最高の成功率だった。イタリアはその後のコスタリカ戦とウルグアイ戦にどちらも0-1で敗れて、2大会連続でグループリーグで敗退した。デ・ロッシ自身はコスタリカ戦に出場したが、負傷のために第3戦のウルグアイ戦は欠場した。
2014年9月4日、アントニオ・コンテ新監督の下での初めての試合であるオランダ戦で、キャプテンマークを巻いてプレーし、PKからゴールを挙げた。11月16日のEURO2016予選のクロアチア戦で代表通算100試合目の出場を果たした。2015年9月6日、ブルガリア戦でPKでゴールを挙げたが、同じ試合でレッドカードを受け退場処分となった。これは代表での2度目の退場処分だった。ジャンカルロ・アントニョーニとフランコ・カウジオに並んでイタリア代表史上最多の退場処分を受けた選手となった。
EURO2016に出場するイタリア代表に選出された。6月27日、ラウンド16のスペイン戦で負傷により足を引きずり、準々決勝のドイツ戦を欠場した。多くの人は、PK戦にデ・ロッシが途中出場してキッカーを務めると思っていたが、出場を拒否したとして非難され、それに対してデ・ロッシは次のように答えた。「私がステップアップを拒否するタイプのように見えるか。コンテは私に尋ねなかった、それだけだ。私は試合中にウォーミングアップさえしなかった。」
2017年3月24日、2018FIFAワールドカップ予選のアルバニア戦で代表20点目のゴールをPKから挙げた。このゴールで、パオロ・ロッシと並んでイタリア代表史上12番目にゴールを挙げた選手となった。11月10日、スウェーデンとのプレーオフ1stレグでは117試合目の出場を果たし、ピルロを上回りイタリア史上4位の出場試合数となった。これが、イタリア代表としての最後の試合となった。11月13日の2ndレグで、イタリアは0-1で敗れて、ワールドカップへの出場権を逃した。試合終了後、イタリア代表からの引退を表明した。デ・ロッシはこの試合に出場しなかったが、ベンチでの行動にメディアからの注目が集まった。試合中にウォームアップを命じられた際に、ロレンツォ・インシーニェを指さしながらスタッフに対して怒りをぶつけた。試合後、デ・ロッシはこの件について、「試合は終わりに近づいていて、勝たなければならなかった。フォワードを起用するべきだと言った。私はインシーニェを指さしたが、それは戦術的な問題であり、ジャンピエロ・ヴェントゥーラとは問題ありません。インシーニェを起用するべきだと考えたんだ。」とコメントした。

## 指導者経歴
デ・ロッシは引退後すぐに指導者になるため、アレッサンドロ・デル・ピエロと共にUEFAのAライセンス取得のためのコースを受講した。
2021年にはマンチーニ率いるイタリア代表のテクニカルスタッフに就任し、母国の2度目となるEURO優勝に貢献した。しかし、8月には正式な監督になるために代表チームを離れる決断をした。
2022年9月、UEFA Aライセンスを取得したデ・ロッシはマルコ・アメリア、アンドレア・バルツァッリ、アルベルト・アクイラーニらと共にUEFAチャンピオンズリーグやUEFAヨーロッパリーグで監督を務める場合にも必要となるUEFAプロライセンスを取得するコースを受講した。
2022年10月12日、S.P.A.L.の監督に就任することがクラブ公式サイトで発表された。しかし、17試合を率いて3勝しかできなかったためリーグ成績も降格圏内から抜け出せず、2023年2月14日、就任から半年も経たずして解任された。
2024年1月16日、成績不振により解任されたジョゼ・モウリーニョに代わって、古巣ASローマの監督に就任した。勝手知った古巣であり、現役時代をほぼローマで過ごしたレジェンドの帰還に就任当初からサポーターからの絶大な支持を受けて、モウリーニョ時代の堅守速攻から攻撃的なスタイルに転換、燻っていた選手の再生にも成功した。モウリーニョ解任時に9位に沈んでいたクラブを立て直し、UEFAヨーロッパリーグで準決勝進出、リーグ戦は最終的に6位で来季のUEFAヨーロッパリーグ出場権確保に導いた。2年目の2024-2025シーズンは更なる躍進が期待されたが、新加入選手の大半がシーズン開幕後に加わったことで組織作りに手間取って、開幕4戦で3分1敗と未勝利が続いたことで9月18日、電撃解任が発表された。この決定にロマニスタは激怒し、特にデ・ロッシと不仲と報じられ、解任を主導したとされるCEOのリナ・スルークが脅迫を受ける事態にまで発展し、身の危険を感じたスルークも22日に辞任を発表している。

## 個人成績

### クラブでの成績
| クラブ             | シーズン       | リーグ戦       | リーグ戦 | リーグ戦 | カップ戦 | カップ戦 | 国際大会 | 国際大会 | その他 | その他 | 期間通算 | 期間通算 |
| クラブ             | シーズン       | ディビジョン   | 出場     | 得点     | 出場     | 得点     | 出場     | 得点     | 出場   | 得点   | 出場     | 得点     |
| ------------------ | -------------- | -------------- | -------- | -------- | -------- | -------- | -------- | -------- | ------ | ------ | -------- | -------- |
| ASローマ           | 2001–02        | セリエA        | 0        | 0        | 3        | 0        | 1        | 0        | 0      | 0      | 4        | 0        |
| ASローマ           | 2002–03        | セリエA        | 4        | 2        | 3        | 0        | 0        | 0        | —      | —      | 7        | 2        |
| ASローマ           | 2003–04        | セリエA        | 17       | 0        | 4        | 0        | 6        | 1        | —      | —      | 27       | 1        |
| ASローマ           | 2004–05        | セリエA        | 30       | 2        | 5        | 1        | 3        | 1        | —      | —      | 38       | 4        |
| ASローマ           | 2005–06        | セリエA        | 34       | 6        | 4        | 0        | 7        | 0        | —      | —      | 45       | 6        |
| ASローマ           | 2006–07        | セリエA        | 36       | 2        | 8        | 2        | 10       | 2        | 1      | 0      | 55       | 6        |
| ASローマ           | 2007–08        | セリエA        | 34       | 5        | 6        | 0        | 10       | 0        | 1      | 1      | 51       | 6        |
| ASローマ           | 2008–09        | セリエA        | 33       | 3        | 2        | 0        | 7        | 0        | 1      | 1      | 43       | 4        |
| ASローマ           | 2009–10        | セリエA        | 33       | 7        | 4        | 1        | 12       | 3        | —      | —      | 49       | 11       |
| ASローマ           | 2010–11        | セリエA        | 28       | 2        | 3        | 0        | 7        | 1        | 1      | 0      | 39       | 2        |
| ASローマ           | 2011–12        | セリエA        | 32       | 4        | 0        | 0        | 0        | 0        | —      | —      | 32       | 4        |
| ASローマ           | 2012–13        | セリエA        | 25       | 0        | 4        | 0        | —        | —        | —      | —      | 29       | 0        |
| ASローマ           | 2013-14        | セリエA        | 32       | 1        | 4        | 0        | —        | —        | —      | —      | 36       | 1        |
| ASローマ           | 2014-15        | セリエA        | 26       | 2        | 1        | 1        | 7        | 0        | —      | —      | 34       | 3        |
| ASローマ           | 2015-16        | セリエA        | 24       | 1        | 1        | 0        | 6        | 2        | —      | —      | 31       | 3        |
| ASローマ           | 2016-17        | セリエA        | 31       | 4        | 1        | 0        | 8        | 1        | —      | —      | 40       | 5        |
| ASローマ           | 2017-18        | セリエA        | 22       | 1        | 0        | 0        | 10       | 1        | —      | —      | 32       | 2        |
| ASローマ           | 2018-19        | セリエA        | 18       | 1        | 1        | 0        | 4        | 1        | —      | —      | 23       | 2        |
| ASローマ           | 通算           | 通算           | 459      | 43       | 55       | 5        | 98       | 13       | 4      | 2      | 616      | 63       |
| ボカ・ジュニアーズ | 2019-20        | スーペルリーガ | 5        | 0        | 1        | 1        | 1        | 0        | 0      | 0      | 7        | 1        |
| キャリア総通算     | キャリア総通算 | キャリア総通算 | 464      | 43       | 56       | 6        | 99       | 13       | 4      | 2      | 623      | 64       |

1. 1 2 3 4 5 6 7 8 9  UEFAチャンピオンズリーグ
2. 1 2  UEFAカップ
3. 1 2 3 4  スーペルコッパ・イタリアーナ
4. ↑  UEFAヨーロッパリーグ
5. ↑  UEFAチャンピオンズリーグ3試合、UEFAヨーロッパリーグ4試合に出場
6. ↑  UEFAチャンピオンズリーグ2試合、UEFAヨーロッパリーグ6試合1得点を記録
7. ↑  コパ・リベルタドーレス

## 代表歴

### 出場大会
- U-21イタリア代表
  - 2004年 - UEFA U-21欧州選手権2004（優勝）
- U-23イタリア代表
  - 2004年 - アテネオリンピック（銅メダル）
- イタリアA代表
  - 2006年 - 2006 FIFAワールドカップ（優勝）
  - 2008年 - UEFA EURO 2008（ベスト8）
  - 2009年 - FIFAコンフェデレーションズカップ2009（グループリーグ敗退）
  - 2010年 - 2010 FIFAワールドカップ（グループリーグ敗退）
  - 2012年 - UEFA EURO 2012（準優勝）
  - 2013年 - FIFAコンフェデレーションズカップ2013（3位）
  - 2014年 - 2014 FIFAワールドカップ（グループリーグ敗退）
  - 2016年 - UEFA EURO 2016（ベスト8）

### 試合数
- 国際Aマッチ 117試合 21得点（2004年 - 2017年）[178]

| イタリア代表 | 国際Aマッチ | 国際Aマッチ |
| 年           | 出場        | 得点        |
| ------------ | ----------- | ----------- |
| 2004         | 4           | 2           |
| 2005         | 10          | 0           |
| 2006         | 11          | 2           |
| 2007         | 6           | 0           |
| 2008         | 11          | 3           |
| 2009         | 9           | 1           |
| 2010         | 11          | 2           |
| 2011         | 8           | 0           |
| 2012         | 12          | 3           |
| 2013         | 11          | 2           |
| 2014         | 7           | 1           |
| 2015         | 1           | 1           |
| 2016         | 9           | 2           |
| 2017         | 7           | 2           |
| 通算         | 117         | 21          |

### 得点
| #  | 開催日         | 開催地                                               | 対戦国         | スコア | 結果  | 試合概要                                |
| -- | -------------- | ---------------------------------------------------- | -------------- | ------ | ----- | --------------------------------------- |
| 1  | 2004年9月4日   | パレルモ、スタディオ・レンツォ・バルベラ             | ノルウェー     | 1–1    | 2–1   | 2006 FIFAワールドカップ・ヨーロッパ予選 |
| 2  | 2004年10月13日 | パルマ、スタディオ・エンニオ・タルディーニ           | ベラルーシ     | 2–0    | 4–3   | 2006 FIFAワールドカップ・ヨーロッパ予選 |
| 3  | 2006年3月1日   | フィレンツェ、スタディオ・アルテミオ・フランキ       | ドイツ         | 3–0    | 4–1   | 親善試合                                |
| 4  | 2006年10月11日 | トビリシ、ボリス・パイチャーゼ・スタジアム           | ジョージア     | 0–1    | 1–3   | UEFA EURO 2008予選                      |
| 5  | 2008年6月17日  | チューリッヒ、レッツィグルンド                       | フランス       | 0–2    | 0–2   | UEFA EURO 2008                          |
| 6  | 2008年9月10日  | ウーディネ、スタディオ・フリウーリ                   | ジョージア     | 1–0    | 2–0   | 2010 FIFAワールドカップ・ヨーロッパ予選 |
| 7  | 2008年9月10日  | ウーディネ、スタディオ・フリウーリ                   | ジョージア     | 2–0    | 2–0   | 2010 FIFAワールドカップ・ヨーロッパ予選 |
| 8  | 2009年6月15日  | プレトリア、ロフタス・ヴァースフェルド・スタジアム   | アメリカ合衆国 | 1–2    | 1–3   | FIFAコンフェデレーションズカップ2009    |
| 9  | 2010年6月14日  | ケープタウン、ケープタウン・スタジアム               | パラグアイ     | 1–1    | 1–1   | 2010 FIFAワールドカップ                 |
| 10 | 2010年9月7日   | フィレンツェ、スタディオ・アルテミオ・フランキ       | フェロー諸島   | 2–0    | 5–0   | UEFA EURO 2012予選                      |
| 11 | 2012年8月15日  | ベルン、スタッド・ドゥ・スイス・バンクドルフ         | イングランド   | 1–0    | 1–2   | 親善試合                                |
| 12 | 2012年10月12日 | エレバン、ラズダン・スタジアム                       | アルメニア     | 1–2    | 1–3   | 2014 FIFAワールドカップ・ヨーロッパ予選 |
| 13 | 2012年10月16日 | ミラノ、スタディオ・ジュゼッペ・メアッツァ           | デンマーク     | 2–0    | 3–1   | 2014 FIFAワールドカップ・ヨーロッパ予選 |
| 14 | 2013年3月21日  | ジュネーヴ、スタッド・ドゥ・ジュネーヴ               | ブラジル       | 1 – 2  | 2 – 2 | 親善試合                                |
| 15 | 2013年6月19日  | レシフェ、アレナ・ペルナンブーコ                     | 日本           | 1 – 2  | 4 – 3 | FIFAコンフェデレーションズカップ2013    |
| 16 | 2014年9月4日   | バーリ、スタディオ・サン・ニコラ                     | オランダ       | 2 – 0  | 2 – 0 | 親善試合                                |
| 17 | 2015年9月6日   | パレルモ、スタディオ・レンツォ・バルベラ             | ブルガリア     | 1 – 0  | 1 – 0 | UEFA EURO 2016予選                      |
| 18 | 2016年6月6日   | ヴェローナ、スタディオ・マルカントニオ・ベンテゴディ | フィンランド   | 2 – 0  | 2 – 0 | 親善試合                                |
| 19 | 2016年10月6日  | トリノ、ユヴェントス・スタジアム                     | スペイン       | 1 – 1  | 1 – 1 | 2018 FIFAワールドカップ・ヨーロッパ予選 |
| 20 | 2017年3月24日  | パレルモ、スタディオ・レンツォ・バルベラ             | アルバニア     | 1–0    | 2–0   | 2018 FIFAワールドカップ・ヨーロッパ予選 |
| 21 | 2017年6月7日   | ニース、アリアンツ・リヴィエラ                       | ウルグアイ     | 3–0    | 3–0   | 親善試合                                |

## 監督成績
2024年2月15日現在
| クラブ   | 国           | 就任           | 退任          | 記録 | 記録 | 記録 | 記録 | 記録 | 記録 | 記録 | 記録   |
| クラブ   | 国           | 就任           | 退任          | 試   | 勝   | 分   | 敗   | 得   | 失   | 差   | 勝率   |
| -------- | ------------ | -------------- | ------------- | ---- | ---- | ---- | ---- | ---- | ---- | ---- | ------ |
| S.P.A.L. | イタリアの旗 | 2022年10月10日 | 2023年2月14日 | 17   | 3    | 6    | 8    | 18   | 20   | −2   | 017.65 |
| ローマ   | イタリアの旗 | 2024年1月16日  | 2024年9月18日 | 4    | 3    | 0    | 1    | 10   | 6    | +4   | 075.00 |
| 通算     | 通算         | 通算           | 通算          | 21   | 6    | 6    | 9    | 28   | 26   | +2   | 028.57 |

## 獲得タイトル

### クラブ
ASローマ
- コッパ・イタリア (2): 2006-07, 2007-08
- イタリアスーパーカップ (1): 2007

### 代表
- FIFAワールドカップ : 2006
- UEFA U-21欧州選手権 : 2004

### 個人
- セリエA若手サッカー選手賞 2006
- イタリア人サッカー選手賞 2009